# Peumerit

Peumerit este o comună în departamentul Finistère, Franța. În 1 ianuarie 2022 avea o populație de 903 de locuitori.

## Personalități născute aici
- Ambroise Guellec (n. 1941), om politic.